# ملة باريك بابكان (سبيدار)
ملة باریك بابکان (بالفارسية: مله باریک بابکان) هي قرية تقع في إيران في قسم سبیدار الريفي. يقدر عدد سكانها بـ 146 نسمة بحسب إحصاء 2016.